# Tiffany Porter
Pour les articles homonymes, voir Porter.
Tiffany Adaeze Porter  (née Ofili le 13 novembre 1987 à Ypsilanti aux États-Unis) est une athlète américano-britannique spécialiste du 100 mètres haies.

## Biographie

### Période américaine
Née dans le Michigan, elle possède de par sa mère la double nationalité américano-britannique. Elle se distingue lors de la saison 2006 en remportant, sur 100 mètres haies, les Championnats des États-Unis juniors, puis en se classant troisième des Championnats du monde juniors de Pékin. En 2007, elle décroche la médaille d'argent des Championnats de la NACAC. Étudiante à l'Université du Michigan, elle enlève les titres en salle et en plein air des Championnats NCAA 2008. L'année suivante, l'Américaine obtient son deuxième titre NCAA en salle consécutif, et décide par la suite de passer athlète professionnelle, signant un partenariat avec la firme Adidas. En 2010, elle choisit de concourir sous les couleurs du Royaume-Uni. 

### Compétitions pour le Royaume-Uni
En 2011, elle remporte la médaille d'argent du 60 m haies lors des Championnats d'Europe en salle de Paris-Bercy. Auteur de 7 s 80 en finale, elle améliore le record du Royaume-Uni détenu par sa compatriote Jessica Ennis, record qu'elle avait déjà battu en demi-finale avec 7 s 89. Tiffany Ofili réalise le même temps que l'Allemande Carolin Nytra, désignée finalement championne d'Europe après visionnage de la photo-finish. Le 29 mai, elle se classe cinquième du meeting des Fanny Blankers-Koen Games de Hengelo, aux Pays-Bas, mais établit un nouveau record du Royaume-Uni du 100 mètres haies en 12 s 77 (+1,0 m/s), améliorant de trois centièmes de seconde la meilleure marque nationale détenue par sa compatriote Angie Thorp depuis les Jeux olympiques de 1996. Cette performance reste néanmoins inférieure à son record personnel de 12 s 73 établi en 2008 sous les couleurs des États-Unis. Elle confirme son potentiel lors du circuit de la Ligue de diamant en prenant la troisième place des meetings de New York, Lausanne et Monaco, et en établissant lors de cette dernière compétition la meilleure marque de sa carrière en 12 s 60 (+0,9 m/s), nouveau record national du Royaume-Uni. Elle termine au pied du podium des Championnats du monde de Daegu en améliorant de quatre centièmes de seconde son record personnel (12 s 56). 
En début de saison 2012, aux Championnats du monde en salle d'Istanbul, la Britannique remporte la médaille d'argent du 60 mètres haies en 7 s 94, devancée par l'Australienne Sally Pearson (7 s 73).
Le 7 juin 2012, lors des Bislett Games d'Oslo, 5e étape de la ligue de diamant 2012, elle finit 3e du 100 mètres haies en 12 s 70 derrière Sally Pearson (12 s 49 (MPMA, record du meeting)) et Kristi Castlin (12 s 56, PB). Deuxième des championnats nationaux à Birmingham en juin derrière Jessica Ennis, elle se qualifie pour les Jeux olympiques de Londres, où elle échoue en demi-finale (12 s 79).
En 2013 elle réalise le meilleur temps du 100 m haies des championnats d'Europe par équipes, puis remporte les championnats du Royaume-Uni en 12 s 68, avec une demi-seconde d'avance sur la 2e. Aux championnats du monde de Moscou, elle remporte sa série, puis sa demi-finale. En finale elle prend un bon départ et termine à la troisième place en 12 s 55, derrière Brianna Rollins et Sally Pearson. C'est son record personnel, à un centième du record national de Jessica Ennis.
En 2014, la saison en salle de la Britannique culmine avec une troisième place lors des championnats du monde de Sopot. En 7 s 86, son meilleur temps depuis ses 7 s 80 en 2011, elle termine à 6 centièmes de l'Américaine Nia Ali et à 1 centième de Sally Pearson. À l'issue d'une très longue saison en plein air, commencée aux États-Unis en avril
, marquée par un nouveau titre national en juin à Birmingham, puis une médaille d'argent aux Jeux du Commonwealth où elle s'incline face à Sally Pearson
, suivie d'un titre continental aux championnats d'Europe en août, où elle prend le meilleur sur la Française Cindy Billaud, elle conclut le 14 septembre avec un record national de 12 s 51 à Marrakech, pour finir 2e de la Coupe continentale à 4 centièmes de Dawn Harper.
En 2015, elle se classe cinquième des Championnats du monde de Pékin en 12 s 68 puis se classe quatrième du classement général de la Ligue de diamant. Son meilleur temps de la saison reste à 12 s 55.
En 2016, Tiffany Porter ouvre sa saison lors du meeting de Karlsruhe le 6 février où elle se classe deuxième de sa série en 7 s 98. En finale, elle réalise 7 s 94. Le 18 mars 2016, Porter remporte la médaille de bronze lors des championnats du monde en salle de Portland sur 60 m haies en 7 s 92, derrière Nia Ali (7 s 81) et Brianna Rollins (7 s 82). Le 7 juillet, la Britannique ne conserve pas son titre européen à l'occasion des Championnats d'Europe d'Amsterdam, ne remportant que le bronze en 12 s 76, derrière l'Allemande Cindy Roleder (12 s 62) et la Biélorusse Alina Talay (12 s 68).

## Vie privée
Sœur aînée de Cindy Ofili, elle est mariée depuis mai 2011 avec le hurdleur américain Jeff Porter.  
Elle obtient en 2012 un doctorat en pharmacie.

## Palmarès
| Date                        | Compétition                        | Lieu                               | Résultat                    | Épreuve                     | Temps                       |
| Représentant les États-Unis | Représentant les États-Unis        | Représentant les États-Unis        | Représentant les États-Unis | Représentant les États-Unis | Représentant les États-Unis |
| --------------------------- | ---------------------------------- | ---------------------------------- | --------------------------- | --------------------------- | --------------------------- |
| 2006                        | Championnats du monde juniors      | Pékin                              | 3e                          | 100 m haies                 | 13 s 37                     |
| 2007                        | Championnats NACAC                 | San Salvador                       | 2e                          | 100 m haies                 | 13 s 27                     |
| 2008                        | Championnats NACAC espoirs         | Toluca                             | 1re                         | 100 m haies                 | 12 s 82                     |
| Représentant le Royaume-Uni |                                    |                                    |                             |                             |                             |
| 2011                        | Championnats d'Europe en salle     | Paris                              | 2e                          | 60 m haies                  | 7 s 80                      |
| 2011                        | Championnats du monde              | Daegu                              | 4e                          | 100 m haies                 | 12 s 63                     |
| 2012                        | Championnats du monde en salle     | Istanbul                           | 2e                          | 60 m haies                  | 7 s 94                      |
| 2013                        | Championnats d'Europe par équipes  | Gateshead                          | 1re                         | 100 m haies                 | 12 s 68                     |
| 2013                        | Championnats d'Europe par équipes  | Gateshead                          | 5e                          | 4 × 100 m                   | 43 s 52                     |
| 2013                        | Championnats du monde              | Moscou                             | 3e                          | 100 m haies                 | 12 s 55                     |
| 2014                        | Championnats du monde en salle     | Sopot                              | 3e                          | 60 m haies                  | 7 s 86                      |
| 2014                        | Jeux du Commonwealth               | Glasgow                            | 2e                          | 100 m haies                 | 12 s 80                     |
| 2014                        | Championnats d'Europe              | Zurich                             | 1re                         | 100 m haies                 | 12 s 76                     |
| 2014                        | Coupe continentale                 | Marrakech                          | 2e                          | 100 m haies                 | 12 s 51                     |
| 2015                        | Championnats du monde              | Pékin                              | 5e                          | 100 m haies                 | 12 s 68                     |
| 2016                        | Circuit mondial en salle de l'IAAF | Circuit mondial en salle de l'IAAF | 3e                          | 60 m haies                  | détails                     |
| 2016                        | Championnats du monde en salle     | Portland                           | 3e                          | 60 m haies                  | 7 s 90                      |
| 2016                        | Championnats d'Europe              | Amsterdam                          | 3e                          | 100 m haies                 | 12 s 76                     |
| 2016                        | Jeux olympiques                    | Rio de Janeiro                     | 7e                          | 100 m haies                 | 12 s 76                     |
| 2018                        | Jeux du Commonwealth               | Gold Coast                         | 6e                          | 100 m haies                 | 13 s 12                     |
| 2021                        | Championnats d'Europe en salle     | Toruń                              | 3e                          | 60 m haies                  | 7 s 92                      |

- Championnats NCAA : vainqueur du 100 m haies en 2008, du 60 m haies (salle) en 2008 et 2009.

## Records
| Épreuve     | Épreuve   | Performance | Lieu      | Date              |
| ----------- | --------- | ----------- | --------- | ----------------- |
| 100 m haies | Plein air | 12 s 51     | Marrakech | 14 septembre 2014 |
| 60 m haies  | En salle  | 7 s 80 (NR) | Paris     | 4 mars 2011       |

### Meilleures performances par année
| Année | Temps   | Date              | Lieu         | Rang Mondial |
| ----- | ------- | ----------------- | ------------ | ------------ |
| 2006  | 13 s 37 | 14 mai 2006       | East Lansing | 122          |
| 2007  | 12 s 80 | 8 juin 2007       | Sacramento   | 17           |
| 2008  | 12 s 73 | 12 juin 2008      | Des Moines   | 18           |
| 2009  | 12 s 77 | 31 juillet 2009   | Stockholm    | 16           |
| 2010  | 12 s 85 | 1er mai 2010      | Kingston     | 24           |
| 2011  | 12 s 56 | 3 septembre 2011  | Daegu        | 5            |
| 2012  | 12 s 65 | 5 mai 2012        | Kingston     | 11           |
| 2013  | 12 s 55 | 17 août 2013      | Moscou       | 8            |
| 2014  | 12 s 51 | 14 septembre 2014 | Marrakech    | 3            |
| 2015  | 12 s 56 | 18 avril 2015     | Clermont     | 6            |
| 2016  | 12 s 70 | 22 juillet 2016   | Londres      | 16           |
| 2017  | 12 s 75 | 10 juin 2017      | Montverde    | 20           |
| 2018  | 12 s 99 | 12 avril 2018     | Gold Coast   | 61           |
| 2019  | -       | -                 | -            | -            |
| 2020  | 12 s 90 | 29 août 2020      | Des Moines   | 12           |
| 2021  | 12 s 62 | 17 avril 2021     | Gainesville  | 15           |